# Йоханес Рау
Йоханес Рау (на немски: Johannes Rau) е 8-ият федерален президент на Федерална Република Германия в периода юли 1999 – юли 2004 г.
Преди да стане федерален президент, Йоханес Рау е бил общински, провинциален и федерален политик от квотата на Социалдемократическата партия (СДП). През 1969 и 1970 г. Рау е кмет на град Вупертал, провинция Северен Рейн-Вестфалия, а от 1977 до 1998 г. председател на СДП за провинцията Северен Рейн-Вестфалия. От 1978 до 1998 г. Йоханес Рау е президент на провинцията Северен Рейн-Вестфалия. През 1987 г. Йоханес Рау е кандидат за изборите на Бундесканцлер на СДП, но губи от кандидата на ХДС - Хелмут Кол. През 1993 г., след оттеглянето на Бьорн Енгхолм, Йоханес Рау става служебен председател на Социалдемократическата партия.

## За него
- Uwe Birnstein, Johannes Rau der Versöhner. Ein Porträt. Berlin 2006, ISBN 3-88981-203-1
- Scott Gissendanner, Dirk Vogel: Johannes Rau. Moralisch einwandfreies Scheitern. In: Daniela Forkmann, Saskia Richter (Hrsg.): Gescheiterte Kanzlerkandidaten. Von Kurt Schumacher bis Edmund Stoiber. VS Verlag für Sozialwissenschaften, Wiesbaden 2007, ISBN 978-3-531-15051-2
- Christian G. Irrgang (Fotos), Martin E. Süskind (Text): Johannes Rau – Porträt eines Präsidenten. Foto-Dokumentation. Propyläen/Econ, München 2002, ISBN 3-549-07151-5
- Jürgen Mittag, Klaus Tenfelde (Hrsg.): Versöhnen statt spalten. Johannes Rau. Oberhausen 2007, ISBN 978-3-938834-28-2.
- Martin Florack: Johannes Rau. In: Sven Gösmann (Hrsg.): Unsere Ministerpräsidenten in Nordrhein-Westfalen. Neun Porträts von Rudolf Amelunxen bis Jürgen Rüttgers. Droste, Düsseldorf 2008, ISBN 978-3-7700-1292-3, S. 154–181